# Prise de Kiev par l'Armée blanche (1919)
 (août 2024).
La mise en forme du texte ne suit pas les recommandations de Wikipédia : il faut le « wikifier ».
Les points d'amélioration suivants sont les cas les plus fréquents :
- Les titres sont pré-formatés par le logiciel. Ils ne sont ni en capitales, ni en gras.
- Le texte ne doit pas être écrit en capitales (les noms de famille non plus), ni en gras, ni en italique, ni en « petit »…
- Le gras n'est utilisé que pour surligner le titre de l'article dans l'introduction, une seule fois.
- L'italique est rarement utilisé : mots en langue étrangère, titres d'œuvres, noms de bateaux, etc.
- Les citations ne sont pas en italique mais en corps de texte normal. Elles sont entourées par des guillemets français : « et ».
- Les listes à puces sont à éviter, des paragraphes rédigés étant largement préférés. Les tableaux sont à réserver à la présentation de données structurées (résultats, etc.).
- Les appels de note de bas de page (petits chiffres en exposant, introduits par l'outil «  Source ») sont à placer entre la fin de phrase et le point final[comme ça].
- Les liens internes (vers d'autres articles de Wikipédia) sont à choisir avec parcimonie. Créez des liens vers des articles approfondissant le sujet. Les termes génériques sans rapport avec le sujet sont à éviter, ainsi que les répétitions de liens vers un même terme.
- Les liens externes sont à placer uniquement dans une section « Liens externes », à la fin de l'article. Ces liens sont à choisir avec parcimonie suivant les règles définies. Si un lien sert de source à l'article, son insertion dans le texte est à faire par les notes de bas de page.
- La présentation des références doit suivre les conventions bibliographiques. Il est recommandé d'utiliser les modèles {{Ouvrage}}, {{Chapitre}}, {{Article}}, {{Lien web}} et/ou {{Bibliographie}}. Le mode d'édition visuel peut mettre en forme automatiquement les références.
- Insérer une infobox (cadre d'informations à droite) n'est pas obligatoire pour parachever la mise en page.

Pour une aide détaillée, merci de consulter Aide:Wikification.
Si vous pensez que ces points ont été résolus, vous pouvez retirer ce bandeau et améliorer la mise en forme d'un autre article.
Guerre d'indépendance ukrainienne 
 Guerre civile russe
La prise de Kiev par l'Armée blanche (1919) (russe : Взятие Киева Добровольческой армией, dans l'historiographie ukrainienne, l'événement s'appelle la "Catastrophe de Kiev", ukrainien : Київська катастрофа) — entrée de la ville de l'Armée blanche russe après sa libération de l'Armée rouge par des unités de la République populaire ukrainienne.

## Historique

### Contexte
Après la défaite des puissances centrales lors de la Première Guerre mondiale, le régime fantoche de Skoropadsky a également disparu, et le Directoire est arrivé au pouvoir en Ukraine. Cependant, lors de l'Offensive soviétique vers l'Ouest de au début de 1919, les partisans de la République populaire ukrainienne ne parvinrent pas à tenir Kiev et le 5 février, la capitale fut de nouveau capturée par l'Armée rouge. À l'été 1919, l'Armée blanche lance une offensive qui modifie considérablement la répartition des forces dans la région.
Impuissants à rien changer au front, les bolcheviks intensifient la répression à l'arrière. Kiev a été déclarée « zone fortifiée », J. Peters en a été nommé commandant et le chef de la Tchéka panukrainienne, M. Latsis, a été nommé son adjoint. Le nombre d’habitants de Kiev arrêtés par la Tchéka au moindre soupçon de « contre-révolution » se compte par centaines. Beaucoup d'entre eux sont morts sous la torture dans les derniers jours précédant le retrait des troupes soviétiques.

### Déroulement des événements

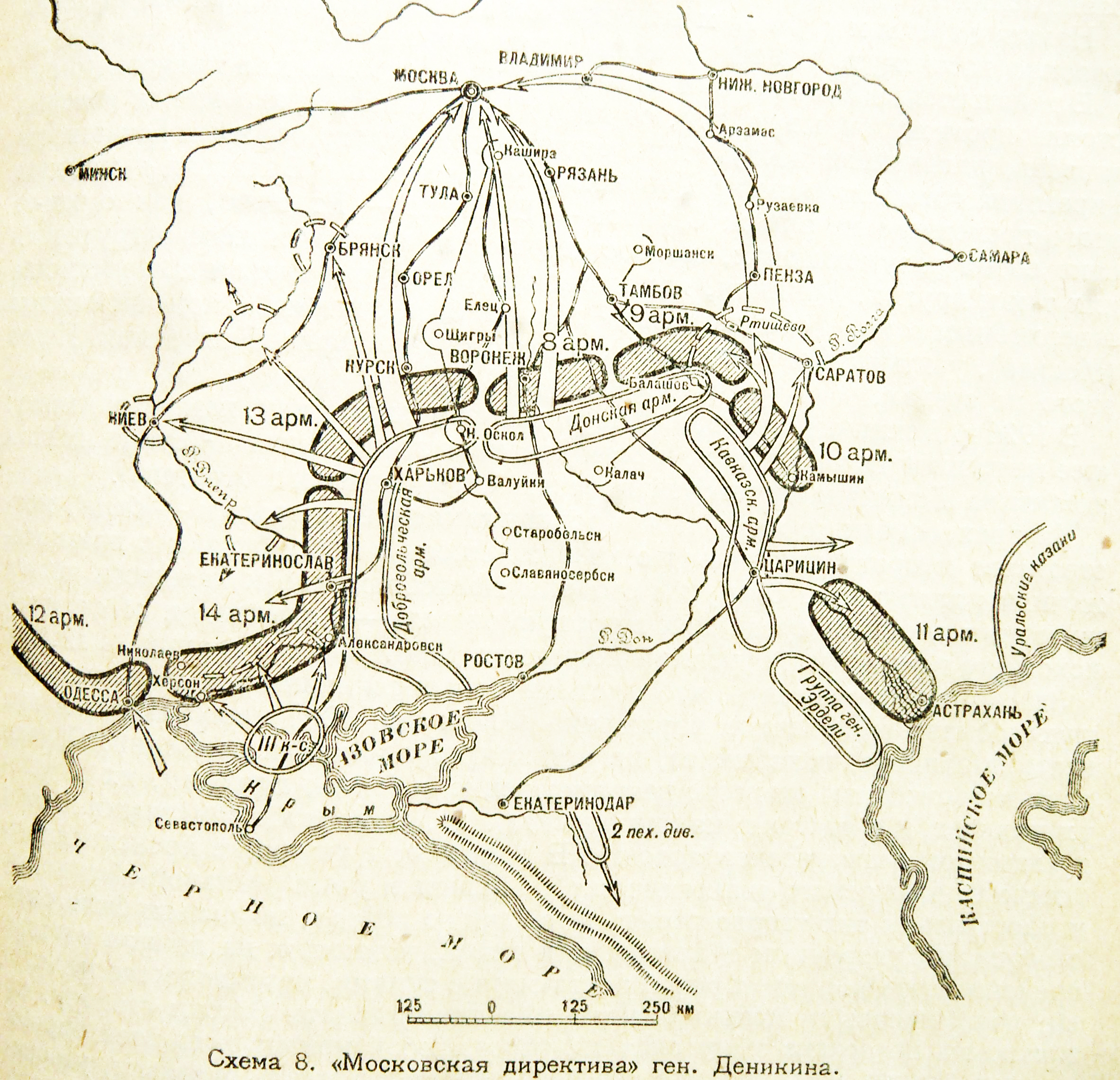
Carte de bataille.

l'armée de l'UNR et l'armée ukrainienne de Galicie lancent une offensive contre la capitale depuis l'ouest et la libèrent des bolcheviks le 30 août. Dans le même temps, les troupes blanches, composées principalement de Russes, ont commencé à se déplacer depuis l'Est et ont rencontré l'armée de la République populaire ukrainienne.
Anticipant l'inévitabilité d'une rencontre avec les troupes blanches, le commandement ukrainien, principalement le chef d'état-major de Petlioura, Mykola Iounakiv, a donné l'ordre suivant : « En cas de rencontre avec des unités blanches, il faut s'abstenir de toute action hostile et ne pas réagir à leurs provocations ».
Le 31 août 1919, alors que les unités ukrainiennes se déplaçaient solennellement en colonne vers la place de la Douma (Place de l'Indépendance) dans la matinée, les unités avancées des Blancs sous le commandement de Stackelberg entrèrent dans la ville par les ponts sur le Dniepr. Vers midi, des unités ukrainiennes se sont positionnées sur la place de la Douma, près du conseil municipal de Kiev, au balcon de laquelle elles ont accroché un drapeau ukrainien. Au conseil municipal, les troupes libératrices étaient attendues par des membres du gouvernement de la ville, dirigés par le maire de la ville Ryabtsev, qui avaient l'intention de connaître l'attitude des nouveaux occupants de la ville envers le gouvernement de la ville. Les négociations ont commencé avec les Galiciens.
A 14 heures, les blancs sont également venus au conseil municipal. La population accueillit avec enthousiasme ses libérateurs des bolcheviks, les UPR at[Quoi ?] blanches. L'escadron blanc s'est aligné à côté des troupes de l'UPR. A cinq heures de l'après-midi, le général Kravs arrive à au conseil municipal, où se trouvaient déjà le commandement et les unités blanches, pour recevoir le défilé des unités ukrainiennes. Le commandant de l'un des escadrons blancs, se présentant au général, a demandé l'autorisation pour son unité de participer au défilé et d'installer un drapeau russe à côté du drapeau ukrainien déjà accroché au conseil municipal. Kravs a accepté les deux demandes.
La levée du drapeau tricolore russe a provoqué une explosion d'enthousiasme parmi la foule de milliers d'habitants de Kiev qui remplissaient la place de la Douma et Khrechtchatyk. À ce moment-là, l’unité militaire de Volodymyr Salskyī (qui avait également été nommée commandant de Kiev par le général Kraus) traversait solennellement la place. Voyant le drapeau russe au conseil municipal, il a donné l'ordre de le retirer. Un de ses soldats grimpa sur le balcon, arracha le drapeau russe et le jeta à terre, dans la poussière sous les sabots des chevaux.
À cause de cela, la foule sur la place est devenue furieuse. Le cavalier blanc s'est approché de Salskyī et a tenté de le tuer avec un sabre, mais il est lui-même tombé, mis en pièces par les sabres ukrainiens. Des tirs ont commencé sur la place. Les troupes blanches ont tiré une volée en l'air. Les gens de la foule ont tiré sur les Ukrainiens et lancé des grenades. Les troupes de l'UPR ont fui précipitamment la place Dumskaya. Dans tout Kiev, les Blancs ont commencé à désarmer et à capturer des unités ukrainiennes. Au total, jusqu'à trois mille militaires de l'armée de l'UPR ont été désarmés et capturés.
Le général Kraus, qui n'approuvait pas le comportement des troupes de l'UPR, a commencé à sauver la situation - il est venu aux négociations au quartier général du général Bredov. Il garda Kravs dans le couloir pendant plusieurs heures avant de l'accepter. Kravs, afin d'attirer l'attention sur le fait que le général russe ne le traitait pas sur un pied d'égalité, a même dû se rendre à une manifestation - se déclarer "prisonnier" de Bredov et rendre ses armes personnelles. Après cela, tard dans la soirée, les négociations ont commencé et ont duré environ quatre heures. Bredov a tout d'abord déclaré à Kravs que « Kiev ne sera jamais ukrainienne » et qu'il ne pourrait y avoir de négociations avec la délégation de l'armée de l'UPR : « ... qu'ils ne viennent pas, sinon ils seront arrêtés et fusillés comme traîtres et bandits. » Bredov a exigé que les Kravs retirent immédiatement et sans aucune condition toutes les troupes ukrainiennes de Kiev.

### Conséquences

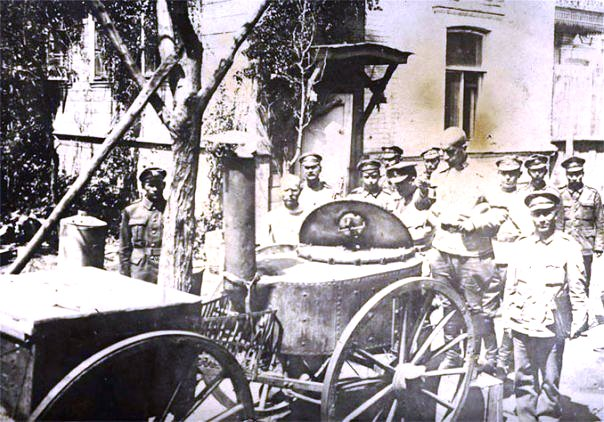
Bredov inspecte la cuisine militaire.

Le 1er septembre 1919, un accord est conclu entre les Ukrainiens et l'Armée blanche. Kravs a signé un ordre de retrait des troupes ukrainiennes de Kiev, à 25 kilomètres à l'ouest, et de ne prendre aucune mesure hostile contre les Blancs ;  après quoi les parties ont échangé mutuellement des prisonniers et restitué les armes aux unités désarmées
Á cause de actions de Salskyī, la victoire des troupes ukrainiennes s’est transformée en défaite en 24 heures. Le matin du 1er septembre 1919, un ordre du général Bredov est affiché sur les piliers de Kiev : « … désormais et pour toujours, Kiev revient à une Russie unie et indivisible ».
Le 2 septembre 1919, le gouvernement de l'UPR lança un appel au peuple ukrainien, dans lequel il reconnut effectivement l'état de guerre avec l'Gouvernement russe du Sud. Le 3 septembre 1919, Petlioura, de manière inattendue pour les Ukrainiens, a conclu un accord avec la Pologne, lui cédant la Galice - les terres pour lesquelles l'armée galicienne a mené une guerre polono-ukrainienne
Le commandant de l'Armée blanche à Kiev, le général Vladimir Maï-Maïevski, a déclaré dans une interview accordée à un journal local : « Quant à nos relations avec Petliura, elles sont les suivantes : Petliura se tiendra soit sur la plate-forme d'une Russie unie et indivisible , avec une large identité territoriale, ou il devra se battre avec nous, ce dont pourtant ses troupes ne veulent pas du tout. L’idée de Petlioura n’a pas de racines profondes parmi les masses et est vouée à la destruction ».
Le 13 septembre 1919, les négociations débutent entre la délégation de l'UPR représentée par le général Mikhaïlo Omelianovitch-Pavlenko et le commandement de Gouvernement russe du Sud . Les Blancs ont continué à insister sur leurs revendications initiales : « L’armée blanche marche sous le slogan de la restauration d’une Russie unie et indivisible dans les frontières d’avant-guerre, avec l’insertion significative d’une large autonomie pour l’Ukraine et que les négociations seront terminées. cela n’est possible que si le gouvernement ukrainien adhère à ce slogan. L'armée ukrainienne peut être neutre ou hostile à notre égard, et dans le premier cas, elle doit reconnaître le commandement suprême du général Dénikine sur elle-même.» De telles conditions étaient absolument inacceptables pour la partie ukrainienne. Les négociations ont échoué.
La présidente finlandaise Lauri Kristian Relander a cité l'une des raisons pour lesquelles elle a refusé d'aider l'Armée blanche du Nord-Ouest lors de sa retraite à l'automne 1919 pour se Bataille de Pétrograd, le fait que les Blancs comme les Rouges se sont battus contre les patriotes ukrainiens. Après les combats contre l'Armée rouge le 16 décembre 1919, l'Armée blanche perd la ville.
En janvier 1920, lors de la retraite des troupes blanches de Bredov, coupées des forces principales, elles furent contraintes de faire la célèbre campagne de Bredov,.

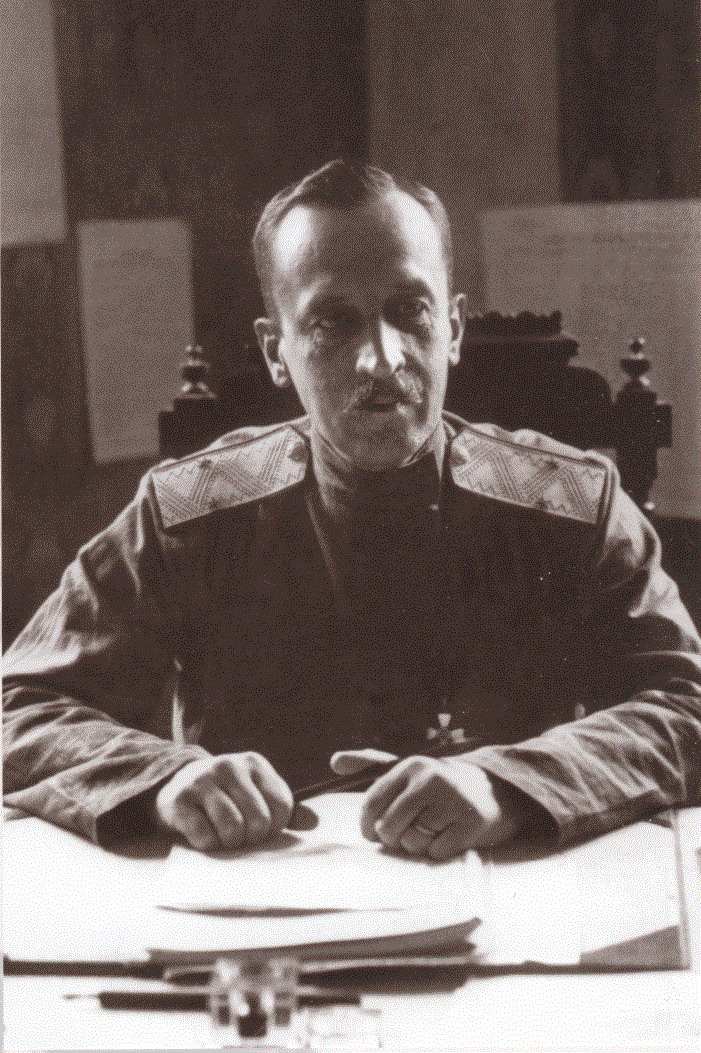
Nikolaï Bredov.
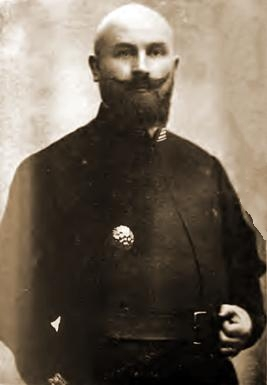
Volodymyr Salskyī.
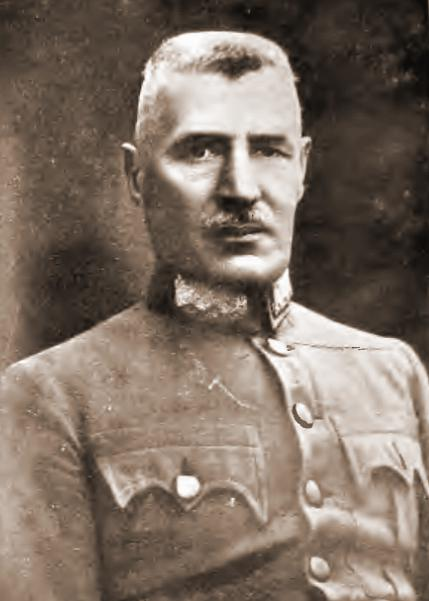
Antin Kraus.

## Mémoire
- L'artiste Yuriī Nikitin a peint le tableau : "Le drapeau russe sous les sabots du cheval du colonel Salskyī. Kyiv. 31 août 1919" (Ukrainien: Росiйський прапор під копитами коня полковника Сальського. Київ. 31 серпня 1919 року. Художник Юрій Нікітін)

## Voir aussi

Triangle de la mort. Territoires sous le contrôle de l'Armée blanche à l'automne 1919 (marqué en vert).

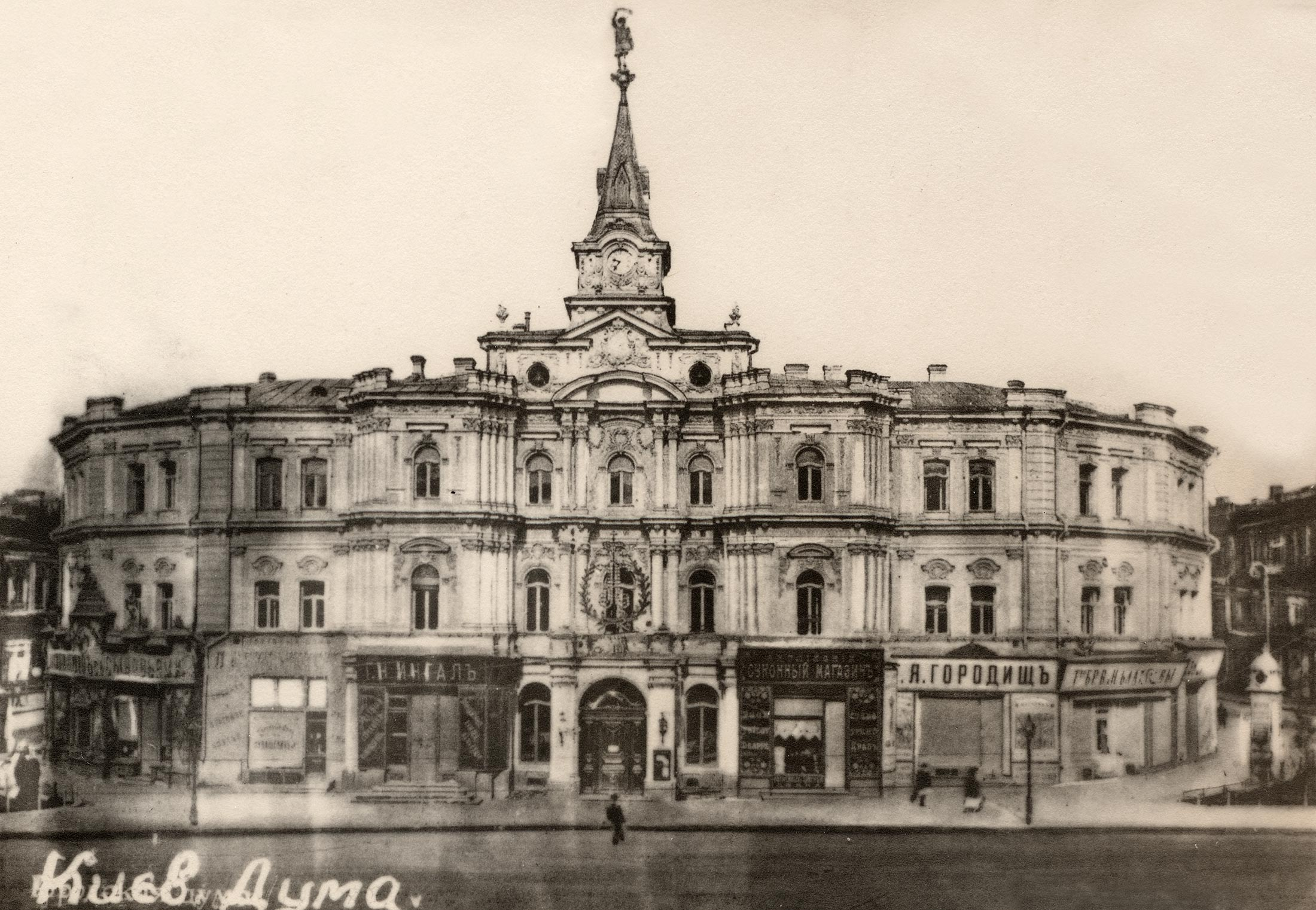
Duma municipal (le bâtiment a été détruit pendant la Seconde Guerre mondiale).

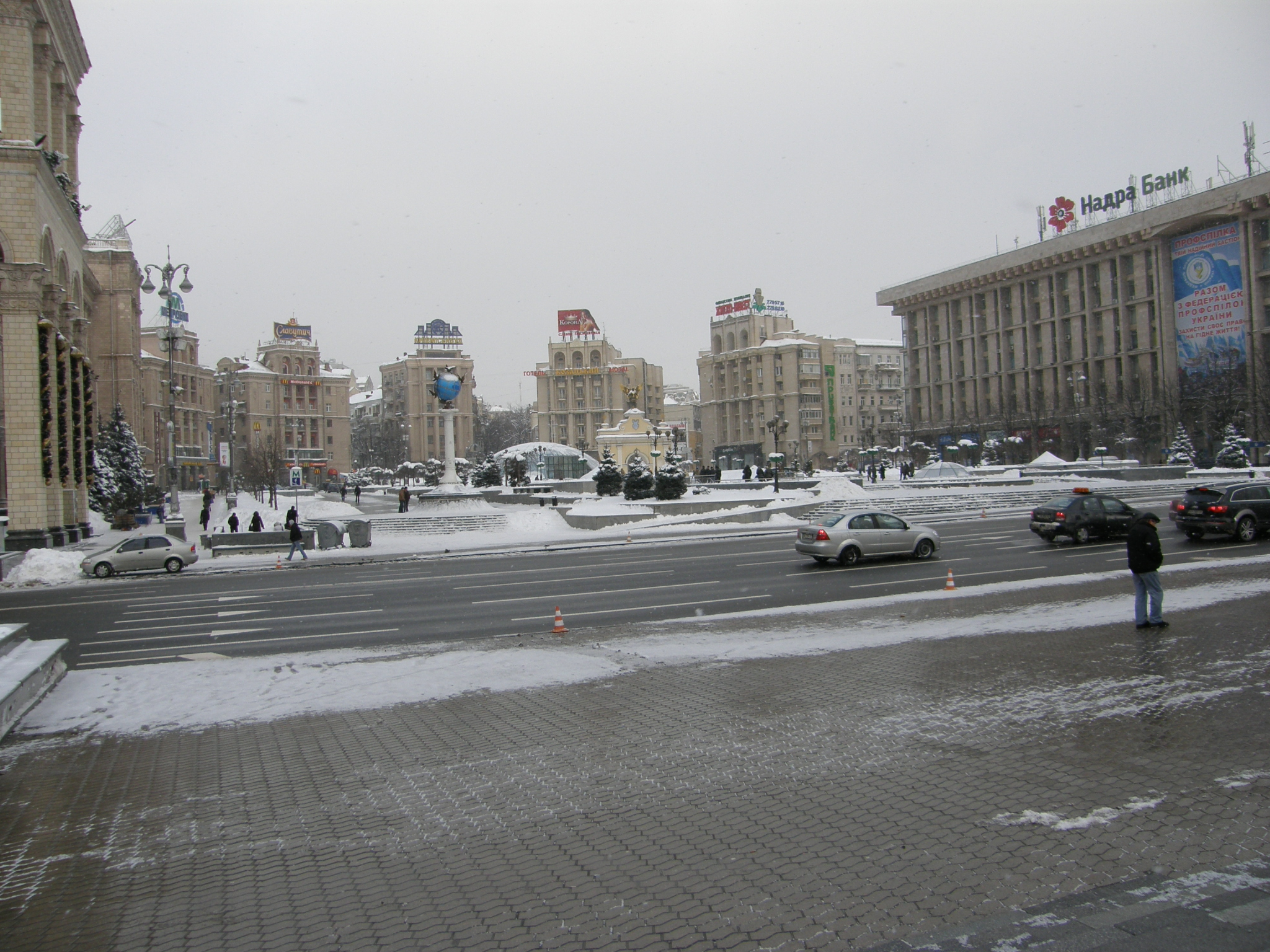
L'endroit où elle se trouvait (la place de l'Indépendance).